# Soleniscidae
De Soleniscidae zijn een familie van uitgestorven weekdieren uit de klasse van de Gastropoda (slakken).

## Taxonomie
De volgende geslachten zijn in de familie ingedeeld:
- † Cylindritopsis Gemmellaro, 1890
- † Soleniscus Meek & Worthen, 1861
- † Strobeus de Koninck, 1881